# Loi relative à l'assainissement et à la mise en culture des Landes de Gascogne
 (juin 2020).
Si vous disposez d'ouvrages ou d'articles de référence ou si vous connaissez des sites web de qualité traitant du thème abordé ici, merci de compléter l'article en donnant les références utiles à sa vérifiabilité et en les liant à la section « Notes et références ».

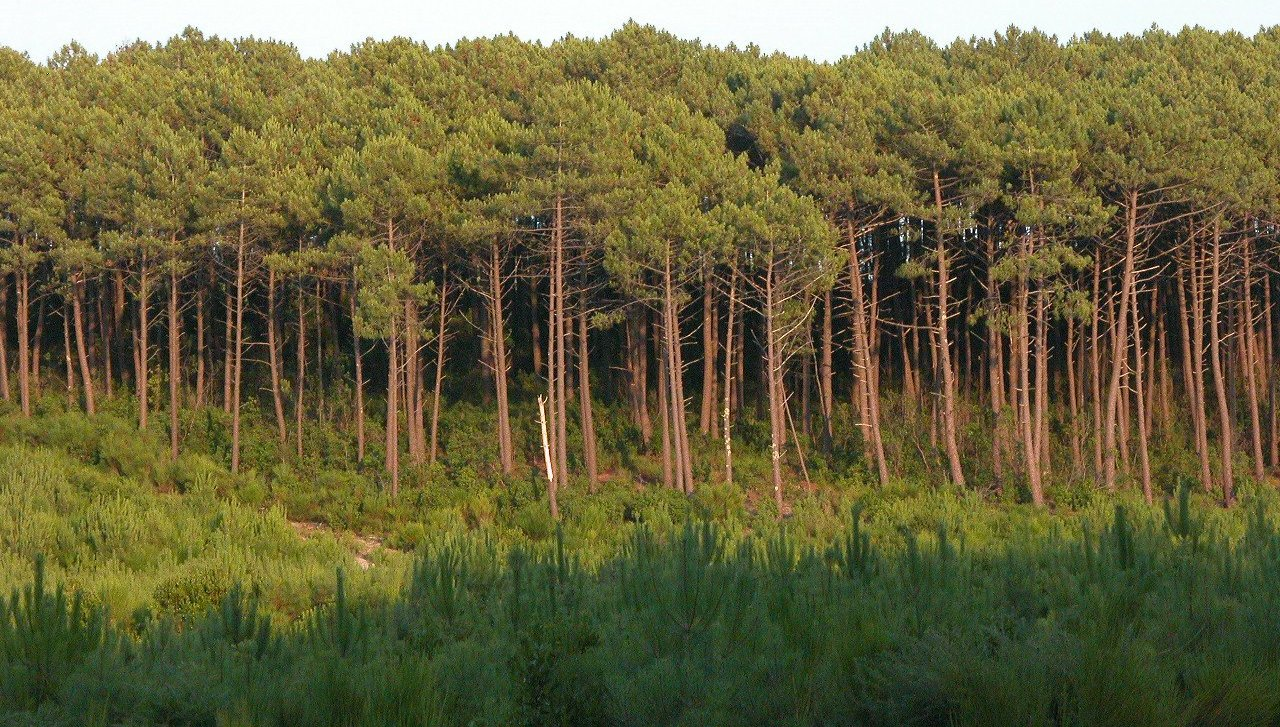
La forêt des Landes à La Teste-de-Buch.

La loi du 19 juin 1857, également appelée loi relative à l'assainissement et à la mise en culture des Landes de Gascogne, marque un tournant dans l'histoire des Landes de Gascogne. Elle vise à assainir les vastes landes humides présentes sur la majeure partie du territoire et à les mettre en exploitation. Elle marque le début de l'extension de la forêt des Landes, conduisant à la généralisation du procédé de gemmage dans la région, mais aussi à la fin du système agro-pastoral traditionnel et à la disparition du berger landais.

## Contexte

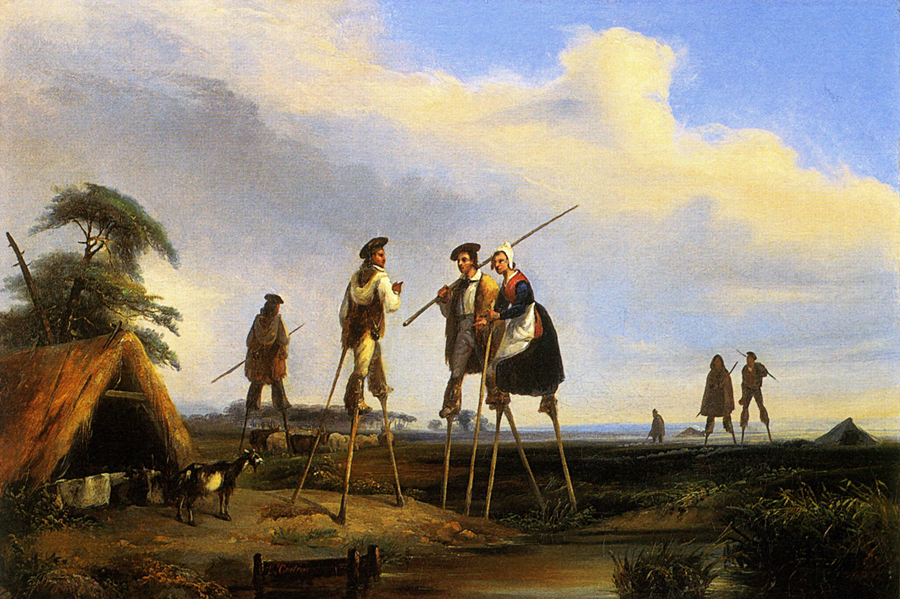
Habitants des Landes, Jean-Louis Gintrac.

La loi de juin 1857 est un tournant majeur au sein d'un long processus visant à valoriser les Landes de Gascogne. Contrairement aux idées reçues, la forêt des Landes est millénaire et d'origine naturelle. Certaines zones du littoral gascon étaient déjà boisées il y a deux mille ans et occupaient près de 200 000 ha. Cependant le reste du plateau landais était constitué de terres incultes et marécageuses en hiver. L'idée de semer des pins est déjà ancienne quand en 1857 cette loi est venue imposer aux communes des départements de la Gironde et des Landes de boiser leurs terres. Sur la côte, le pin maritime était déjà utilisé pour fixer les dunes.
Dans l'intérieur des terres, il était nécessaire d'assainir les terrains mal drainés où le paludisme sévissait toujours. Diverses expérimentations ont eu lieu pour tenter de valoriser le territoire et trouver une alternative au système agropastoral, en vain. Seul le pin maritime s'adapte parfaitement au sol landais et cette espèce autochtone a déjà colonisé naturellement certaines parties du littoral.
On trouve des traces écrites d'ensemencement de pins maritimes dès le XVe siècle, le premier document qui en fait état étant les Coutumes de Dax. Les premières expériences visant à fixer les dunes de sable mobiles par des ensemencement de pins maritimes sont menées par le Captal de Buch Jean-Baptiste de Ruat en 1713. Mais un berger y mit criminellement le feu en 1733.
La consultation de la « carte de Belleyme », dont les relevés débutent dès les années 1760 à l'initiative de l'intendant Charles Boutin, permet de relativiser l'idée répandue que les Landes étaient un « désert » avant le XIXe siècle : de nombreuses exploitations agricoles landaises (les « quartiers ») possèdent un bois de pins à disposition. Les vallées de l'Estrigon et de la Leyre, le Marensin ainsi que le Pays de Born et le Pays de Buch sont déjà en bonne partie boisés de pins. En 1769, l'abbé Desbiey et son frère réussissent à fixer une dune à Saint-Julien-en-Born. En 1774, l'abbé lit devant l'Académie de Bordeaux ses « Recherches sur l'origine des sables de nos côtes, sur leurs funestes incursions vers l'intérieur des terres, et sur les moyens de les fixer, ou du moins d'en arrêter les progrès ».
On peut également citer, parmi les précurseurs, M. de Marbotin, seigneur de Lège qui suggéra en 1768 l'ensemencement des dunes pour stopper leur progression, ou encore M. Berran, paysan de Mimizan, qui tenta de fixer la dune d'Udos.

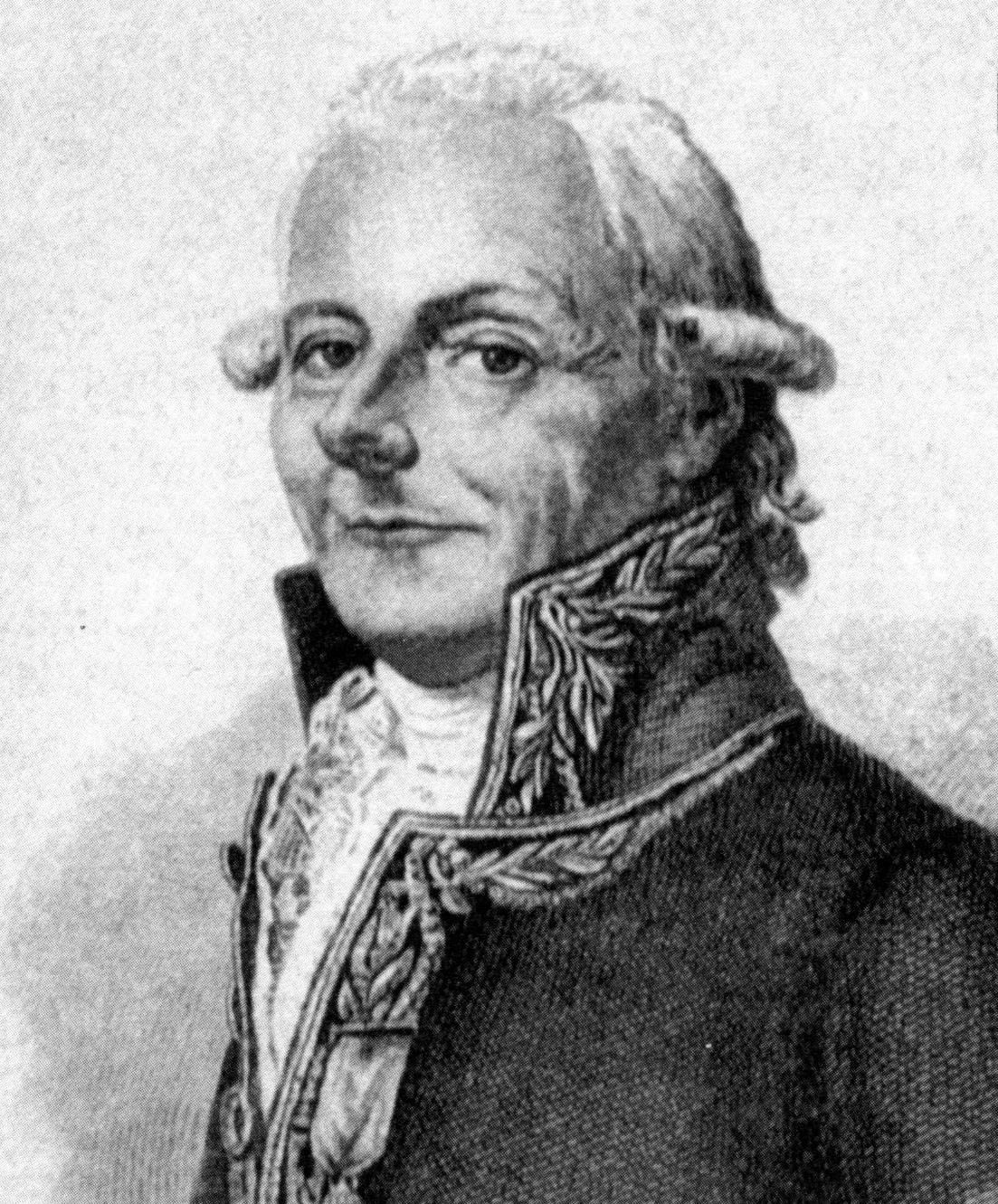
Nicolas Brémontier.

Brémontier, qui s’intéresse de près aux projets de réalisation d'un canal reliant le bassin d’Arcachon à l’Adour, évoque la nécessité de fixer les dunes en 1778, et estime prioritaire de faire des essais de fixation dès 1786. Un rapport, dont il présida la rédaction et commandé par la Société d’histoire naturelle et d’agriculture de Bordeaux, fut rédigé en 1795 en dressant un bilan très positif de ces essais et fut envoyé au gouvernement à Paris. En 1801 parut un arrêté signé par les consuls de la République dont voici l’article premier :
« Il sera pris des mesures pour continuer de fixer et planter en bois les dunes des côtes de Gascogne, en commençant par celles de La Teste-de-Buch, d’après les plans présentés par le citoyen Brémontier, ingénieur, et le préfet du département de la Gironde ».
L'évolution proto-industrielle de la région s'est finalement amorcée au XVIIIe siècle. Mais en 1857, une loi va accélérer le processus : Napoléon III, ainsi qu'une partie de l'élite politique d'Aquitaine ne sont pas intéressés par une région qui vit sous un régime qualifié alors d'archaïque et d'improductif : il s'agit d'un système agropastoral d'autosubsistance, où l'élevage ne sert qu'à fournir les champs en fumier, statut de libre usage d'immenses parcelles de landes communales pour nourrir les brebis landaises (quasi droit coutumier de libre-parcours). Deux opinions s'opposent alors :
- d'un côté, la classe politique, désireuse de « modernité », supposant la lande comme étant un paysage inutile ;
- de l'autre, les Landais, laboureurs ou métayers, conscients que sans lande, l'agriculture est impossible.

Napoléon III choisit son camp et se trouve à l'origine de cette loi.

Evolution de l'état du boisement des Landes de Gascogne
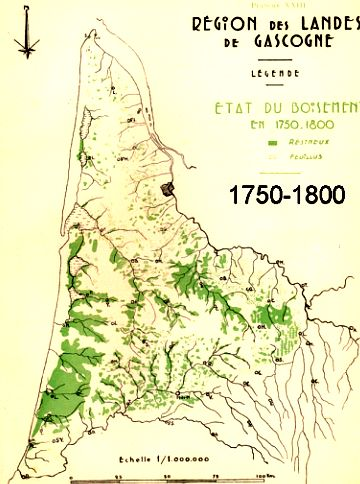
1750-1800
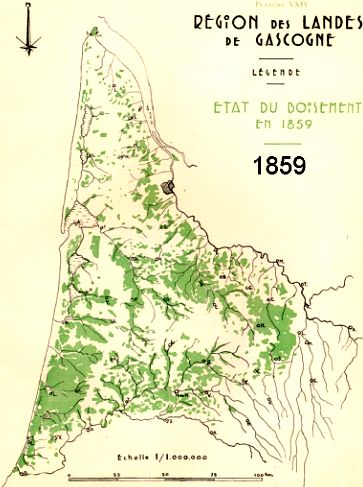
1859
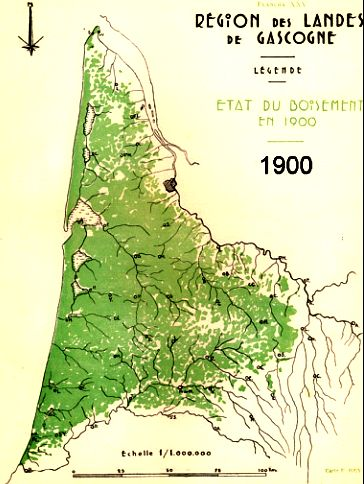
1900
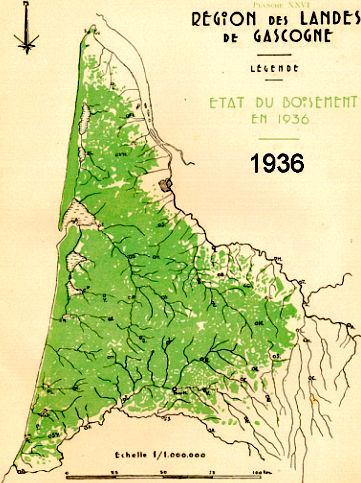
1936

## Préliminaires
Quarante années de requêtes, enquêtes, essais en tous genres précèdent la loi. Les projets se succèdent, chacun des intéressés formule des suggestions, mais finalement, rien ou presque ne se fait. Le fond du problème reste cependant simple : il faut évacuer l’eau qui stagne sur cette immense plaine l'hiver, la rendant stérile et malsaine, puis remplacer la lande par une culture ou des forêts, annonçant une véritable révolution.
Édouard Delamarre, préfet des Landes en 1841, étudie la question.[réf. nécessaire] Il fait un rapport de complaisance à son ministre, dont le contenu, un peu utopique, a néanmoins le mérite de bien exposer les données du problème, provoquant des discussions qui préparent l’opinion aux changements à venir :

« Cette grande masse de terrain est improductive. Les avantages retirés par la commune sur les parcours sont nuls. Pourtant, l’expérience prouve que presque toutes ces propriétés pourraient recevoir une culture quelconque. Partout où les communes ont vendu des landes, elles se sont créé des ressources considérables.[réf. nécessaire] »

« Sans recourir à la vente, la suppression des parcours permettrait de louer des parcelles par baux de 20 à 25 ans qui rapporteraient aux communes et permettaient de les mettre en valeur. Des lots pourraient être réservés aux familles pauvres à des prix très modérés, à condition qu’elles les exploitent elles-mêmes. Ces amodiations empêcheraient aussi certains propriétaires riverains d’envahir les terrains communaux et de s’en dire plus tard propriétaires.[réf. nécessaire] »

Dès son arrivée au pouvoir, le Prince Napoléon, nouveau président de la Deuxième République, met toute son autorité au service de cette cause. Il réclame qu’un suivi d’affaires des assèchements et de la mise en valeur des Landes soit établi. Il suit ainsi les traces de son oncle qui, au début du siècle, a lancé un programme de fixation des dunes en Aquitaine, programme en cours d’achèvement à l’époque. Lui, le neveu, entend ainsi prendre le relais en assainissant le plateau des Landes de Gascogne.
Ce sont les Ponts et Chaussées qui sont chargés de l’enquête que va suivre et influencer Jules Chambrelent[réf. nécessaire]. Les Ponts et Chaussées ont créé un service spécial hydraulique où Henri Crouzet, ingénieur ordinaire, est chargé de la mise en route et de l’organisation de l’assèchement de la lande. En 1853, dans son mémoire sur les moyens d'assainir les landes remis au ministre des Travaux publics, il explique les grands principes à respecter, ayant lui-même repris les essais de Chambrelent. Les parcelles doivent être entourées de baradeaux (levées de terre entre deux fossés parallèles, distants de deux à quatre mètres, avec une profondeur minimum de 80 cm).
Convaincus qu’une grande loi est en préparation, les maires s’inquiètent et interrogent le préfet des Landes sur les problèmes qu’ils craignent de voir soulevés. Ce dernier finit par faire quelques mises au point le 2 février 1857 en ces termes :

« La vaine pâture, la coupe de soutrage etc. ne sont pas un droit, mais une tolérance que les communes peuvent et doivent taxer et réglementer. Ces tolérances ne doivent en aucun cas faire obstacle à la vente et à la prise de possession par le nouveau propriétaire des biens qu’il a achetés aux communes. Depuis vingt mois que l’on tolère la vente de certains biens communaux pour être mis en culture, beaucoup n’ont pas encore fait les fossés exigés. Les récalcitrants se verront majorer le prix de vente pour l’exécution de ceux-ci.[réf. nécessaire] »

Ces propos teintés de menaces jettent le trouble parmi les habitants des Landes de Gascogne, qui se demandent dès lors si l’État ne projette pas d’usurper leurs terres. Le préfet des Landes, Cornuau, cherchant à calmer le jeu, répond également en février 1857 aux maires en ces termes :

« L’Empereur s’occupe d’un projet de loi pour assainir et mettre en valeur les Landes mais [...] rien ne sera fait pour dépouiller les communes de leurs biens. »

Car cette usurpation est la grande hantise de tous les maires. Au fur et à mesure qu’approche le jour de la décision, le préfet se fait de plus en plus rassurant. Par une note du 4 juin 1857, il informe qu’il a obtenu l’accord pour que les concessions aux propriétaires puissent se faire de gré à gré, donc rapidement. Cette dernière disposition ne peut que les ravir, leur permettant ainsi à bon compte d’accroître leur domaine, de spéculer sur les terrains, d’éviter l’arrivée dans leur région de « bandes d’ouvriers nomades et sans racines sur le sol de la population. »
Bientôt, lorsque les ventes sont autorisées, l’achat se fait quasi exclusivement par les contribuables les plus imposés, qui sont généralement maires ou conseillers municipaux. Une certaine opposition se manifeste cependant, de la part de propriétaires conservateurs, possesseurs de troupeaux et pâtres inquiets de leur avenir, qui vont jusqu’à incendier de jeunes pins.
Le 19 mai 1857 le député M. de Saint-Germain, présente son rapport devant la commission chargée d’examiner le projet de loi.
Le 19 juin 1857, l’Assemblée vote la loi relative à l’assainissement et à la mise en culture des Landes de Gascogne, composée de dix articles « laconiques ». Cette loi vient entériner plutôt que créer le développement de la forêt et de la propriété privée.

## Aspects de la loi
La loi d'assainissement et de mise en culture des Landes de Gascogne s'adresse à une centaine de communes du nord des Landes et de l'ouest de la Gironde, détentrices de plus de la moitié des terrains (les communaux), recouverts de végétation basse (fougères, bruyères, ajoncs, genêts, herbes, mousses, etc.) sur un substrat sablonneux, acide et pauvre. L'autre moitié appartenant à des propriétaires privées n'est pas concernée par la loi. Celle-ci peut être résumée en trois aspects :
1. les communes doivent assainir les communaux par drainage, afin d'enlever le surplus d'eau de la partie capillaire de la nappe phréatique et ainsi rendre le sable apte au boisement. Le creusement des crastes (larges fossés de drainage) se fait évidemment aux frais des villages ;
2. les communes doivent vendre aux enchères leurs communaux à des propriétaires privés, à raison d'un douzième chaque année pour ne pas brusquer cette réforme foncière ;
3. les propriétaires ont à leur charge de rentabiliser les sols par le boisement (la loi n'excluait pas que les communes boisent avant de vendre, mais l'investissement était bien trop lourd). Ce serait une erreur de croire que la loi obligeait à semer du pin : les acheteurs ont eu le choix. Mais quitte à boiser cette partie de la Gascogne, autant choisir une essence que l'on connaît, que l'on sait installer et qui rapporte rapidement. Il y eut des tentatives d'acclimatation d'essences étrangères qui échouèrent pour la plupart.

L’objectif final de cette loi n’était pas la constitution d’un immense bloc forestier homogène. En effet, sur les 408 000 hectares de communaux concernés par la loi, celle-ci prévoit d’en semer 300 000 en pins, 25 000 en chênes, 20 000 en chêne liège et d’en défricher 30 000 pour des cultures diverses, le reste restant consacré aux pacages, chemins, fermes etc. L’exposé des motifs de la loi par les conseillers d’État, MM. Heurtier et Denjoy, en avril 1857, est explicite quant à ce rôle intermédiaire dévolu à l’afforestation : 

« Dans les projets de l’administration, la plus grande place est réservée à la création de forêts de pins maritimes ; c’est qu’en effet ces forêts paraissent l’intermédiaire obligé entre l’état de dépeuplement actuel des landes et leur colonisation. S’il est vrai, en général, qu’en créant des forêts on crée la solitude, cela n’est pas exact pour les plantations de pins dont l’exploitation exige la présence constante de l’homme […] Dès qu’un nouveau massif arrive à l’âge d’être résiné, il faut qu’une famille vienne s’établir dans son enceinte, ce qui entraîne a conséquence d’un défrichement autour de la nouvelle habitation à créer. Or, 300 000 ha de pins maritimes produiront à peu près 5000 fermes nouvelles, ce qui représentera une population d’environ 30 000 âmes. C’est là le système de colonisation le plus rationnel qu’on puisse imaginer pour faire un jour de la véritable agriculture dans les landes. »

## Extraits de la loi
Le texte de loi précise que  : 
- Dans les départements des Landes et de Gironde, les terrains communaux seront assainis et ensemencés en bois aux frais des communes qui en seront propriétaires (art. 1).
- Au cas où elles ne pourraient ou ne voudraient le faire, l’État y pourvoirait. Pour récupérer leurs biens, les communes devraient rembourser le capital avancé ainsi que les intérêts, sur le produit des coupes et exploitations (art. 2).
- L’ensemencement pourra s’étaler sur 12 ans ou moins (art. 3). Le zèle excessif des boiseurs fit que le boisement fut réalisé en moins de 12 ans, ce qui se paya par des incendies suivis d'ensemencement naturels ou artificiels[8].
- Les parcelles assainies dont le sol pourrait être mis en culture, seront vendues ou affermées par des communes (art. 4 et 5).
- Pour desservir ces forêts, des routes dites agricoles seront construites et entretenues par l’État. Les communes fourniront gratuitement les terrains nécessaires (art. 7 et 8).

Le décret d’application ne parait que le 7 mai 1858, aussi, entre-temps, les rumeurs défaitistes et provocatrices déforment la loi. Pour calmer ces alarmes, Jules Cornuau préfet des Landes, sollicité de tous côtés, écrit au ministre une lettre en date du 28 janvier 1858 qui se résume en ces termes :
« 
On ne peut dissimuler, Monsieur le Ministre, que les habitants des communes des Landes aient été alarmés par l’intention manifestée par le gouvernement de l’Empereur, de ne plus laisser à l’abandon la surface considérable dont se composent les Landes de Gascogne. Mais il est facile de faire cesser ces inquiétudes et d’atteindre sans difficulté et à la satisfaction de tous les intérêts, le but qu’on s’est proposé. Dans l’état actuel des choses, les propriétaires trouvent sur les landes communales les engrais nécessaires à la culture de leurs champs. Ils y trouvent encore la nourriture de leurs nombreux troupeaux. On ne pourrait changer brusquement ces habitudes sans porter un coup mortel à la prospérité de ces contrées.

Il me paraît sensé de vendre directement aux habitants la partie des landes communales contigüe à leur domaine jusqu’à concurrence du quart ou d’un tiers au plus de la contenance totale des biens communaux possédés par la commune, en prenant pour base la contribution foncière. Chaque propriétaire obtiendrait un lot proportionnel à l’étendue de son domaine. Le reste des Landes communales serait soumis à la loi.
D’un autre côté, la concession directe aux habitants procurerait aux communes les moyens d’exécuter elle-même les travaux d’amélioration qui seraient réservés à la propriété communale, sans réclamer le concours de l’État. De placer en rente sur l’État un capital qui leur permettrait de limiter les dépenses de l’administration communale.
[réf. nécessaire] »

## Conséquences

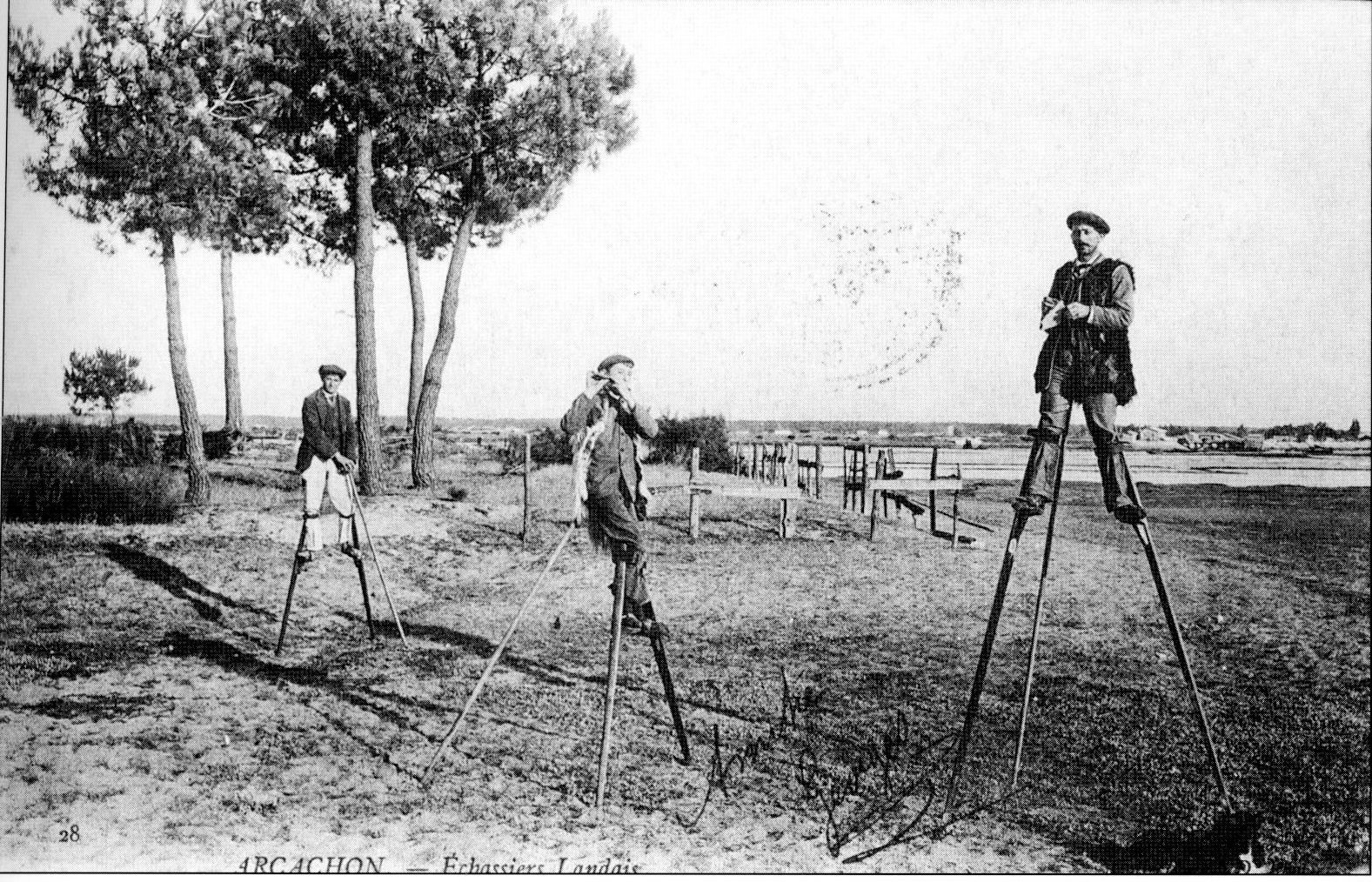
Bergers landais.

La conséquence majeure est connue : l'extension du massif forestier jusqu'en 1914, année de la disparition des derniers hectares de lande à Lencouacq. Mais les implications socio-économiques furent terribles durant une trentaine d'années : les premiers grands acheteurs de parcelles étaient les alliés du régime, issus de la bourgeoisie parisienne et bordelaise. Les habitants des Landes qui auraient eu possibilité d'accéder à la propriété des parcelles mises en vente ont eu l'impression d'une spoliation ; les bergers, mécontents de leur côté de voir disparaître les terrains de parcours, apportèrent leur concours aux propriétaires landais : incendies de nombreuses parcelles afin de créer une mauvaise presse autour de la loi de 1857, jusqu'à en menacer son existence même dans les années 1870.[réf. nécessaire] Le proverbe landais disant « Qui a pin, a fortune », traduit l'engouement pour la transformation de landes peu rémunératrices, en forêts de pins maritimes, productrices, principalement au XIXe et XXe siècles par gemmage, de résine générant, comme un verger, des revenus annuels substantiels.
L'impact de ces actions fut réel et une bonne partie des terrains furent rachetés par la bourgeoisie foncière locale. C'est davantage la disparition du système agropastoral qui aura une résonance bien plus profonde : en 1850, un million de moutons et brebis paissent de vastes parcelles de landes publiques (entre 50 et 60 % des terrains sont communaux) et fournissent en fumier les métairies, à raison d'un troupeau de cent bêtes pour un champ de quatre hectares. En 1914, il ne reste plus que deux cent cinquante mille bêtes, les derniers hectares de landes ont disparu, les terrains sont privés à plus de 80 % et ne sont donc plus libres d'usage. Pour compléter le tableau, la grande majorité des parcelles de pins ont été semées entre 1857 et 1870. Elles n'ont, par conséquent, pas pu être travaillées pour leur résine avant 1890-1900.[réf. nécessaire]
Le malaise social et économique qui s'est saisi des Landais, conscients qu'il fallait abandonner leur ancien système agricole pour le remplacer par la sylviculture, durera 30 ans. Cependant, les choses ont été plus lentes que prévu. Nombre de missives ont circulé dans les années 1870 et 1880 de mairies à mairies, de mairies à gendarmeries, dont les rédacteurs sont alarmistes : tous s'attendent à une révolution tant la situation est tendue. La révolution n'éclatera pas : la société landaise héritée du métayage est ainsi faite que les métayers ont appris à se taire. Trente ans plus tard, dans l'entre-deux-guerres, la révolte des métayers gemmeurs sera d'autant plus violente, exutoire d'une pression socio-économique de plus de soixante ans.[réf. nécessaire]